# Hanging Heart
Hanging Heart is een kunstwerk van Jeff Koons.
Hanging Heart is circa 2,70 meter hoog en weegt 1.580 kilo. Het is een rood hart met een goudkleurige strik erboven. Hanging Heart werd op 14 november 2007 werd bij veilinghuis Sotheby's verkocht voor een bedrag van 23,6 miljoen dollar. Dit was op dat moment de hoogste prijs ooit betaald voor een werk van een levende kunstenaar.